# Paul est mort (film)
Pour plus de détails, voir Fiche technique et Distribution.
Paul est mort est un film français réalisé par Antoni Collot et sorti en 2018.

## Synopsis
Le 8 août 2018, le philosophe français Paul Eichmann est mort. Il laisse derrière lui sa compagne Brune Hellman et leur fille de trois ans, Madeleine. Très vite, un jeune homme se présente à leur domicile, c’est Alexandre Muller, le fils de Paul Eichmann. Antoni Collot signe un long métrage aux abords très mystérieux, oeuvre ouverte aux vents contraires et qui se refusera jusqu’au bout à fermer la porte. Disparu, le philosophe Paul Eichmann nous apparaît toutefois encore par intermittences, quelques scènes de dialogue qui, comme des étincelles de pensée, vont venir composer l’ADN du film. Drame à la base classique, Paul est mort est en fait placé sous le sceau du « réalisme modal », hypothèse logique du philosophe David Lewis qui propose que toute description de la façon dont le monde peut être est la description de la façon dont un monde est, parallèlement au nôtre. Ainsi, très vite, le film s’ouvre à ses possibilités : bien plus qu’une simple conscience de son statut de film, Paul est mort trace de multiples sillons, possibilités fictionnelles toutes valables puisque parallèles. Les êtres et les choses y gagnent alors en complexité et en puissance, comme regardés à travers un kaléidoscope. Un temps, Antoni Collot s’appuie sur son récit, un temps, il préfère s’en éloigner le plus possible, mais l’hypothèse philosophique, toujours prise au sérieux, et même lorsqu’elle semble brouiller les pistes, finit toujours par construire la clarté et l’exigence du propos. Alors, Paul est mort, construit sur un système de résonance entre les possibilités, parvient à créer sa propre constellation : d’une émotion à l’autre, et souvent les deux à la fois. 

## Fiche technique
- Titre : Paul est mort
- Réalisation : Antoni Collot
- Scénario : Antoni Collot
- Photographie : Antoni Collot
- Son : Antoni Collot
- Pays d'origine :  France
- Durée : 88 minutes
- Date de sortie : France - 12 juillet 2018 (présentation au FIDMarseille)[1]

## Distribution
- Clémentine Beaugrand
- Valentin Coutelis
- Ménine Beaugrand Collot
- Antoni Collot

## Récompense
- Prix Georges de Beauregard international au FIDMarseille 2018[2],[3]
- Mention spéciale : New Talent Award à Doclisboa 2018